# Halieutaea
Halieutaea is een geslacht van straalvinnige vissen uit de familie van vleermuisvissen (Ogcocephalidae). Het geslacht is voor het eerst wetenschappelijk beschreven in 1837 door Cuvier & Valenciennes.

## Soorten
- Halieutaea brevicauda Ogilby, 1910
- Halieutaea coccinea Alcock, 1889
- Halieutaea fitzsimonsi (Gilchrist & Thompson, 1916)
- Halieutaea fumosa Alcock, 1894
- Halieutaea hancocki Regan, 1908
- Halieutaea indica Annandale & Jenkins, 1910
- Halieutaea nigra Alcock, 1891
- Halieutaea retifera Gilbert, 1905
- Halieutaea stellata (Swainson, 1839)